# Miss Mondo 2001
Miss Mondo 2001, la cinquantunesima edizione di Miss Mondo, si è tenuta il 16 novembre 2001, presso l'Sun City Entertainment Centre di Sun City, in Sudafrica. Il concorso è stato presentato da Jerry Springer e Claire Elizabeth Smith. Agbani Darego, rappresentante della Nigeria è stata incoronata Miss Mondo 2001, dalla detentrice del titolo uscente, Priyanka Chopra. È stata la prima volta che a vincere il titolo è stata una donna nera africana.

## Risultati

### Piazzamenti
| Risultato       | Concorrente |
| --------------- | --- |
| Miss Mondo 2001 | - Nigeria - Agbani Darego |
| 2ª classificata | - Aruba - Zizi Lee |
| 3ª classificata | - Scozia - Juliet-Jane Horne |
| Finaliste       | - Cina - Bing Li - Nicaragua - Ligia Argüello |
| Semifinaliste   | - Jugoslavia - Tijana Stajšić - Russia - Irina Kovalenko - Spagna - Macarena García - Sudafrica - Jo-Ann Strauss - Ucraina - Oleksandra Nikolayenko |

### Regine continentali
| Risultato      | Concorrente                  |
| -------------- | ---------------------------- |
| Africa         | - Nigeria - Agbani Darego    |
| Americhe       | - Nicaragua - Ligia Argüello |
| Asia e Oceania | - Cina - Bing Li             |
| Caraibi        | - Aruba - Zizi Lee           |
| Europa         | - Scozia - Juliet-Jane Horne |

### Riconoscimenti speciali
| Riconoscimento            | Concorrente                           |
| ------------------------- | ------------------------------------- |
| Miss Photogenic           | - Thailandia - Lada Engchawadechasilp |
| Miss World Talent         | - Barbados - Stephanie Chase          |
| Best World Dress Designer | - Corea del Sud - Seo Hyun-jin        |
| Miss World Scholarship    | - Costa Rica - Piarella Peralta       |

## Concorrenti
- Angola - Adalgisa Alexandra da Rocha Gonçalves
- Antigua e Barbuda - Janelle Williams
- Argentina - Virginia di Salvo
- Aruba - Zerelda Candice (Zizi) Lee Wai-Yen
- Australia - Eva Milic
- Austria - Daniela Rockenschaub
- Bangladesh - Tabassum Ferdous Shaon
- Barbados - Stephanie Chase
- Belgio - Dina Tersago
- Bolivia - Claudia Ettmüller
- Bosnia ed Erzegovina - Ana Mirjana Račanović
- Botswana - Masego Sebedi
- Brasile - Joyce Yara Aguiar
- Bulgaria - Stanislava Karabelova
- Canada - Tara Hall
- Cile - Christianne Balmelli Fournier
- Cina - Bing Li
- Cipro - Christiana Aristotelou
- Colombia - Jeisyl Amparo Velez Giraldo
- Corea del Sud - Seo Hyun-jin
- Costa Rica - Piarella Peralta Rodriguez
- Croazia - Rajna Raguz
- Ecuador - Carla Lorena Revelo Perez
- Estonia - Liina Helstein
- Filippine - Gilrhea Castañeda Quinzon
- Finlandia - Jenni Hietanen
- Francia - Emmanuelle Chossat
- Galles - Charlotte Faichney
- Germania - Adina Wilhelmi
- Ghana - Selasi Kwawu
- Giamaica - Regina Beaver
- Giappone - Yuka Hamano (浜野 由佳)
- Gibilterra - Luann Richardson
- Grecia - Valentini Daskaloudi
- Guyana - Olive Gopaul
- Hawaii - Radasha Leialoha Hoʻohuli
- Hong Kong - Gigi Chung Pui Chi
- India - Sara Corner
- Inghilterra - Sally Kettle
- Irlanda - Catrina Supple
- Irlanda del Nord - Angela McCarthy
- Islanda - Kolbrun Palina Helgadóttir
- Isole Cayman - Shannon McLean
- Isole Vergini Americane - Cherrisse Wood
- Isole Vergini Britanniche - Melinda McGlore
- Israele - Keren Schlimovitz
- Italia - Paola d'Antonino
- Jugoslavia - Tijana Stajšić
- Kenya - Daniella Kimaru
- Lettonia - Dina Kalandarova
- Libano - Christina Sawaya
- Macedonia  - Sandra Spašovska
- Madagascar - Tassiana (Cardia) Boba
- Malawi - Elizabeth Pullu
- Malaysia - Sasha Tan Hwee Teng
- Malta - Christine Camilleri
- Messico - Tatiana Rodríguez
- Namibia - Michelle Heitha
- Nicaragua - Ligia Cristina Argüello Roa
- Nigeria - Agbani Darego
- Norvegia - Malin Johansen
- Nuova Zelanda - Amie Hewitt
- Paesi Bassi - Irena Pantelic
- Panama - Lourdes González Montenegro
- Perù - Viviana Rivas Plata
- Polonia - Joanna Drozdowska
- Porto Rico - Barbara Serrano Negron
- Portogallo - Claudia Jesus Lopez Borges
- Rep. Ceca - Andrea Fiserova
- Rep. Dominicana - Jeimy Castillo Molina
- Romania - Vanda Petre
- Russia - Irina Kovalenko
- Scozia - Juliet-Jane Horne
- Singapore - Angelina Johnson
- Sint Maarten - Genesis Romney
- Slovacchia - Jana Ivanova
- Slovenia - Rebeka Dremelj
- Spagna - Macarena García Naranjo
- Stati Uniti - Carrie Stroup
- Sudafrica - Jo-Ann Strauss
- Svezia - Camilla Bäck
- Svizzera - Mascha Santschi
- Tahiti - Teriitamihau Rava Nui
- Tanzania - Happiness Mageese
- Thailandia - Lada Engchawadechasilp
- Trinidad e Tobago - Sacha St. Hill
- Turchia - Tuğçe Kazaz
- Ucraina - Oleksandra Nikolayenko
- Uganda - Victoria Kabuye
- Ungheria - Zsoka Kapocs
- Uruguay - María Daniela Abasolo Cugnetti
- Venezuela - Andreina del Carmen Prieto Rincon
- Zimbabwe - Nokhuthula Mpuli